# Drosophila wheeleri
Drosophila wheeleri este o specie de muște din genul Drosophila, familia Drosophilidae, descrisă de Patterson și Alexander în anul 1952.
Este endemică în California. Conform Catalogue of Life specia Drosophila wheeleri nu are subspecii cunoscute.